# Pomnik Edwarda Mandella House’a

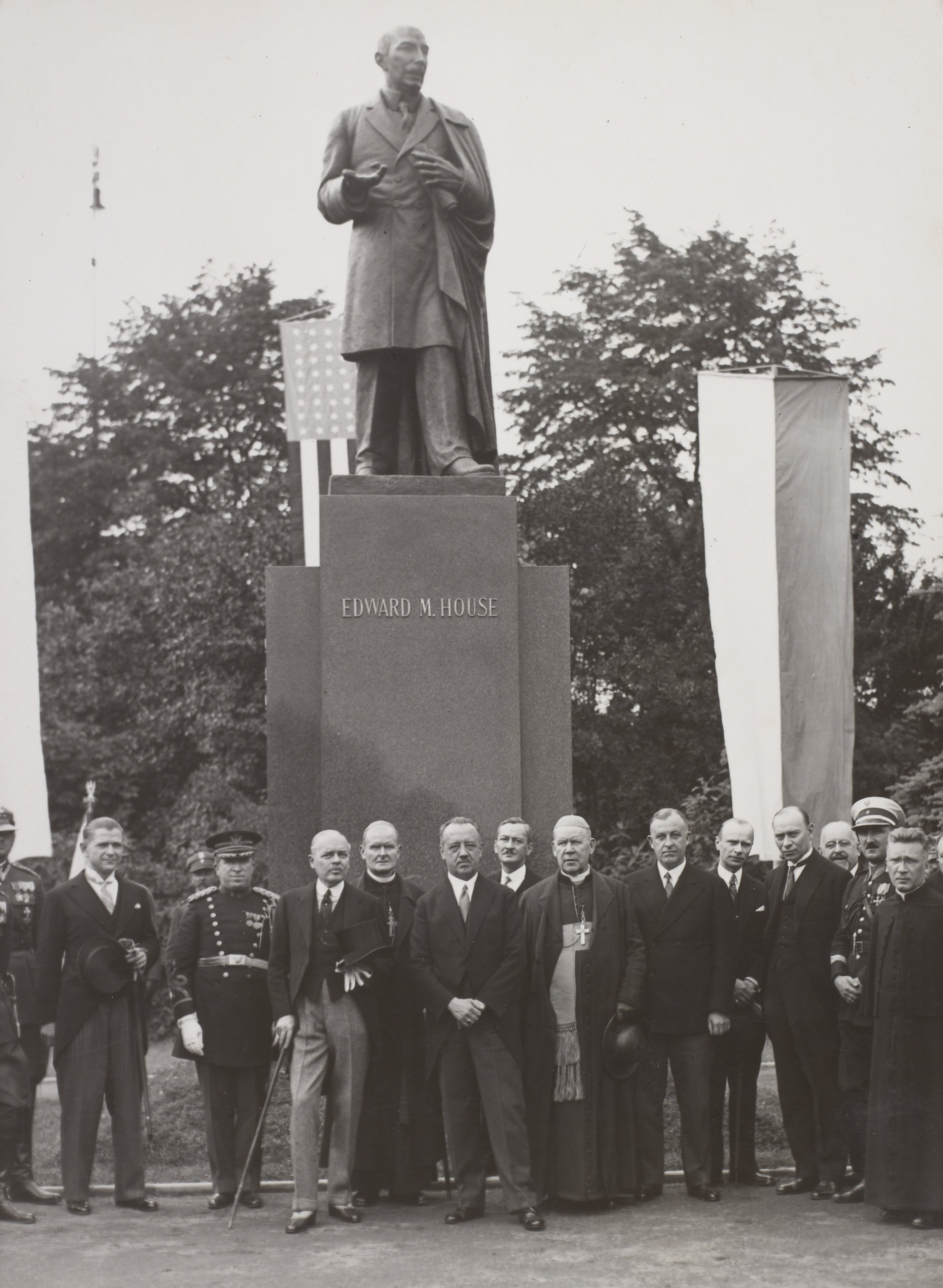
Odsłonięcie pomnika w 1932 roku

Pomnik Edwarda Mandella House'a – pomnik znajdujący się w parku Skaryszewskim w Warszawie.

## Opis
Monument został ufundowany przez Ignacego Jana Paderewskiego w 1932 roku dla uczczenia doradcy prezydenta USA Woodrowa Wilsona Edwarda Mandella House'a, który był współtwórcą paktu Ligi Narodów i orędownikiem niepodległości Polski. Autorem pomnika był Franciszek Black.
Około 1951 pomnik został zniszczony. W roku 1991 został odbudowany z inicjatywy architekta Feliksa Ptaszyńskiego. Rzeźbę zrekonstruował Marian Konieczny. Zrekonstruowany pomnik odsłonięto uroczyście 11 listopada 1991.

## Napisy na pomniku

### Strona lewa
PUŁKOWNIK EDWARD M. HOUSE

1858 – 1938

MĄŻ STANU USA

PRZYJACIEL POLSKI

POMNIK UFUNDOWANY PRZEZ

IGNACEGO JANA

PADEREWSKIEGO

W 1932 R.

ZNISZCZONY OKOŁO 1951 R.

ODBUDOWANY W 1991 R.

WSPÓLNYM WYSIŁKIEM

### Strona prawa
SZLACHETNEMU

RZECZNIKOWI